# Mossatjärnen (Fredrika socken, Lappland)
Mossatjärnen är en sjö i Åsele kommun i Lappland och ingår i Lögdeälvens huvudavrinningsområde.